# 第1海上補給隊
第1海上補給隊（だいいちかいじょうほきゅうたい、英称：Replenishment at Sea Squadron 1）とは、海上自衛隊の補給部隊で、補給艦5隻から成る護衛艦隊直轄の部隊である。

## 概要
2006年（平成18年）4月3日、それまで護衛艦隊直轄であった補給艦により編成された。
主たる任務は洋上において護衛艦等に対する燃料等の補給であり、それにより部隊の長期展開を可能としている。
第1海上補給隊司令は1等海佐（一）であり、隊事務所は横須賀基地に置かれている。
補給艦は横須賀基地に1隻、呉基地に1隻、佐世保基地に2隻、舞鶴基地に1隻ずつ配備されている。
練習艦隊以外にSquadronを称する唯一の艦艇部隊である。

## 編成
- AOE-422 とわだ（とわだ型）：呉基地
- AOE-423 ときわ（とわだ型）：横須賀基地
- AOE-424 はまな（とわだ型）：佐世保基地
- AOE-425 ましゅう（ましゅう型）：舞鶴基地
- AOE-426 おうみ（ましゅう型）：佐世保基地

## 主要幹部
| 官職名            | 階級    | 氏名     | 補職発令日     | 前職                   |
| ----------------- | ------- | -------- | -------------- | ---------------------- |
| 第1海上補給隊司令 | 1等海佐 | 西村俊行 | 2025年05月16日 | 舞鶴地方総監部防衛部長 |

| 代 | 氏名     | 在職期間               | 出身校・期 | 前職                       | 後職                               |
| -- | -------- | ---------------------- | ---------- | -------------------------- | ---------------------------------- |
| 01 | 外村尚敏 | 2006.4.3 - 2008.4.25   | 防大19期   | 海上訓練指導隊群司令部付   | 退職（海将補昇任）                 |
| 02 | 向井一馬 | 2008.4.26 - 2010.11.30 | 防大22期   | 第1練習隊司令              | 下関基地隊司令                     |
| 03 | 五島浩司 | 2010.12.1 - 2012.7.31  | 防大25期   | 自衛隊神奈川地方協力本部長 | 函館基地隊司令                     |
| 04 | 中村雅樹 | 2012.8.1 - 2015.3.31   | 防大26期   | 呉海上訓練指導隊司令       | 退職（海将補昇任）                 |
| 05 | 在原政夫 | 2015.4.1 - 2015.11.30  | 防大28期   | 掃海隊群司令部幕僚長       | 海上自衛隊幹部学校運用教育研究部長 |
| 06 | 柏原正俊 | 2015.12.1 - 2016.11.30 | 防大28期   | 第2護衛隊司令              | 下関基地隊司令                     |
| 07 | 清水博文 | 2016.12.1 - 2018.9.12  | 防大29期   | 舞鶴地方総監部防衛部長     | 退職（海将補昇任）                 |
| 08 | 小沢輝男 | 2018.9.13 - 2020.8.2   | 防大32期   | 護衛艦隊司令部訓練主任幕僚 | 函館基地隊司令                     |
| 09 | 大川 努  | 2020.8.3 - 2022.3.31   | 防大32期   | 艦艇開発隊司令             | 退職（海将補昇任）                 |
| 10 | 髙橋 毅  | 2022.4.1 - 2024.3.30   | 防大35期   | 呉地方総監部防衛部長       | 退職                               |
| 11 | 菅原 誠  | 2024.3.31 - 2025.5.15  | 防大41期   | 自衛艦隊司令部作戦総括幕僚 | 自衛艦隊司令部作戦主任幕僚         |
| 12 | 西村俊行 | 2025.5.16 -            | 防大37期   | 舞鶴地方総監部防衛部長     |                                    |